# Polnischer Sprachrat
Der Rat für die polnische Sprache (polnisch Rada Języka Polskiego) ist eine Organisation, die ähnlich dem Deutschen Sprachrat der Bewahrung und der Pflege in diesem Fall der polnischen Sprache dient. 
Der Sprachrat ist als Kommission beim Präsidium der Polska Akademia Nauk, der Polnischen Akademie der Wissenschaften, angesiedelt, wurde am 9. September 1996 gegründet und zählt 34 Mitglieder.
Seit Mai 2000 arbeitet er unter dem Sprachgesetz vom 7. Oktober 1999 (Ustawa o języku polskim). Der Sprachrat ist ein beratendes und meinungsbildendes Organ in Fragen der Nutzung der polnischen Sprache. Sein erster Vorsitzender war Walery Pisarek (derzeit Ehrenvorsitzender), und seit Mai 2000 wird die Position von Andrzej Markowski ausgefüllt. Stellvertretende Vorsitzende sind Jerzy Bralczyk und Julian Kornhauser. Die Funktion einer Generalsekretärin übt Katarzyna Kłosińska aus. Mitglieder des Rates sind Spezialisten aus dem Bereich Linguistik in Verbindung zu Wissensgebieten wie Rechtswissenschaft, Medizin, Informatik, Physik etc.

## Aufgaben
Zu den Aufgaben des Rates zählen unter anderem:
- Analyse und Bewertung der polnischen Sprache wie der Sprache in Politik und Gesellschaft
- Verbreitung von Wissen über die polnische Sprache, ihre Normen, Standards und Kriterien ihres Gebrauchs; zu diesem Zweck Abhaltung von Diskussionen und Konferenzen
- Einschätzen und Bewerten der polnischen Sprache in Kultur und Wissenschaft wie in Publikationen
- Bedeutung der Sprache betreffend Wortschatz, Grammatik, Aussprache, Rechtschreibung und Zeichensetzung sowie Ausdruck und Stil
- Suche nach Lösungen für die Verwendung des Polnischen in verschiedenen Bereichen von Wissenschaft und Technik, vor allem in neuen Disziplinen
- Stellungnahmen zu vorgeschlagenen Namen für neue Produkte oder Dienstleistungen
- Sorge um die Kultur der polnischen Sprache in den Schulen
- Bildung von Regeln der Rechtschreibung und Zeichensetzung der polnischen Sprache
- Beschäftigung mit nicht standardmäßigen und regelgerechten Namen für Kinder

## Kommissionen
Der Rat hat in folgenden Problembereichen eigene Kommissionen gebildet:
| Name der Kommission                      | Vorsitzende/r          | Bemerkung                                                               |
| ---------------------------------------- | ---------------------- | ----------------------------------------------------------------------- |
| Didaktische Kommission                   | Helena Synowiec        |                                                                         |
| Kommission Terminologie der Informatik   | Andrzej Blikle         |                                                                         |
| Kommission Sprache der Medizin           | Jan Doroszewski        |                                                                         |
| Kommission Sprache des Rechts            | Maciej Zieliński       |                                                                         |
| Kommission Sprache der Religion          | Wiesław Przyczyna      |                                                                         |
| Kommission Orthografie-Onomastik         | Jerzy Podracki         |                                                                         |
| Kommission der Kultur des Lebenden Worts | Tadeusz Zgółka         |                                                                         |
| Kommission Sprache der Medien            | Sen. Krystyna Bochenek | Am 10. April 2010 tödlich verunglückt beim Flugunfall von Smolensk 2010 |